# Eudorylas simulator
Eudorylas simulator är en tvåvingeart som beskrevs av Collin 1931. Eudorylas simulator ingår i släktet Eudorylas och familjen ögonflugor. Inga underarter finns listade i Catalogue of Life.